# هنر نظامی
هنر نظامی (انگلیسی: Military art) رشته‌ای از تحقیقات نظری و روش‌شناسی آموزشی در علوم نظامی است، که در انجام عملیات نظامی در زمین، در محیط‌های دریایی یا هوایی استفاده می‌شود. هنر نظامی شامل مطالعه و به‌کارگیری اصول و قوانین جنگ می‌باشد، که به‌طور یکسان در مورد راهبرد نظامی، هنر عملیاتی و تاکتیک‌های نظامی مرتبط با یکدیگر اعمال می‌شود. تمرین هنر نظامی به شدت به اقتصاد و تدارکات پشتیبانی از نیروهای مسلح، تجهیزات و فناوری نظامی آنها وابسته است و منعکس کننده تأثیرات اجتماعی بر سازمان نظامی می‌باشد، که هنر نظامی را اعمال می‌کند.